# Inês Henriques
Inês Pereira Henriques (* 1. Mai 1980 in Santarém) ist eine portugiesische Leichtathletin, die 2017 erste Weltmeisterin im 50-km-Gehen wurde.

## Karriere
Henriques nahm 1996 und 1998 an den Juniorenweltmeisterschaften teil, erreichte aber jeweils keinen Platz unter den besten 20 Geherinnen. Bei den Olympischen Spielen 2004 belegte sie den 25. Platz im 20-km-Gehen. Nach einem zwölften Platz bei den Europameisterschaften 2006 erreichte sie mit dem siebten Platz bei den Weltmeisterschaften 2007 die beste Platzierung ihrer Karriere auf der 20-km-Strecke. Es folgten bei Weltmeisterschaften ein zehnter Platz 2009 und ein neunter Platz 2011, dazwischen lag der achte Platz bei den Europameisterschaften 2010. Bei den Olympischen Spielen 2012 wird sie als 15. der Ergebnisliste geführt. Bei den Weltmeisterschaften 2013 war sie Elfte, bei den Olympischen Spielen 2016 erreichte sie den zwölften Platz. 2009, 2011 und 2016 war sie portugiesische Landesmeisterin über 20 km.
Der Weltleichtathletikverband IAAF beschloss 2016, ab 2017 auch das 50-km-Gehen für Frauen in sein offizielles Programm aufzunehmen. Im Januar 2017 stellte Inês Henriques den ersten Weltrekord über diese Strecke auf. Bei den Weltmeisterschaften 2017 wurde der 50-km-Wettbewerb erstmals bei Weltmeisterschaften ausgetragen, es traten sieben Sportlerinnen an. Von diesen erreichten vier Geherinnen das Ziel, Inês Henriques verbesserte ihren Weltrekord von 4:08:26 h auf 4:05:56 h. Bei den Europameisterschaften in Berlin 2018 gewann sie den Titel in 4:09:21 h und war damit auch erste Europameisterin in dieser Disziplin.

## Bestleistungen
- 20-km-Gehen: 1:29:00 h am 7. Mai 2016 in Rom
- 50-km-Gehen: 4:05:56 h am 13. August 2017 in London